# Liste der Baudenkmale in Asendorf (Landkreis Diepholz)
In der Liste der Baudenkmale in Asendorf (Landkreis Diepholz) sind alle Baudenkmale der niedersächsischen Gemeinde Asendorf aufgelistet. Die Quelle der  Baudenkmale ist der Denkmalatlas Niedersachsen. Der Stand der Liste ist der 17. März 2021.

## Allgemein
In den Spalten befinden sich folgende Informationen:
- Lage: die Adresse des Baudenkmales und die geographischen Koordinaten. Kartenansicht, um Koordinaten zu setzen. In der Kartenansicht sind Baudenkmale ohne Koordinaten mit einem roten Marker dargestellt und können in der Karte gesetzt werden. Baudenkmale ohne Bild sind mit einem blauen Marker gekennzeichnet, Baudenkmale mit Bild mit einem grünen Marker.
- Bezeichnung: Bezeichnung des Baudenkmales
- Beschreibung: die Beschreibung des Baudenkmales. Unter § 3 Abs. 2 NDSchG werden Einzeldenkmale und unter § 3 Abs. 3 NDSchG Gruppen baulicher Anlagen und deren Bestandteile ausgewiesen.
- ID: die Objekt-ID des Baudenkmales
- Bild: ein Bild des Baudenkmales, ggf. zusätzlich mit einem Link zu weiteren Fotos des Baudenkmals im Medienarchiv Wikimedia Commons. Wenn man auf das Kamerasymbol klickt, können Fotos zu Baudenkmalen aus dieser Liste hochgeladen werden:

## Asendorf

### Gruppe: Kirchhof Asendorf
Die Gruppe „Kirchhof Asendorf“ hat die ID 34626734.

| Lage                                       | Bezeichnung | Beschreibung | ID       | Bild           |
| ------------------------------------------ | ----------- | --- | -------- | -------------- |
| Am Kirchplatz 5 52° 46′ 16″ N, 9° 0′ 25″ O | Kirche      | Im Kern stammt die evangelische St.-Marcellus-Kirche aus dem Mittelalter. Es ist ein Saalbau aus Backstein mit einem Westturm. Im Jahre 1778 wurde die Kirche im Osten erweitert. Die Ausstattung im Inneren ist einheitlich und stammt aus dem Jahr 1778. Der Kirchturm war 1829 Basispunkt der Gaußschen Landesaufnahme. | 34424539 | Weitere Bilder |
| Am Kirchplatz 5 52° 46′ 16″ N, 9° 0′ 25″ O | Kirchhof    | Die Kirche wird von der Rasenfläche des Kirchhofs mit einem alten Baumbestand und Grabmalen. | 34424561 |                |
| Am Kirchplatz 3 52° 46′ 16″ N, 9° 0′ 23″ O | Wohnhaus    | Das zweigeschossige Fachwerkhaus unter einem Satteldach wurde im 19. Jahrhundert errichtet. | 34424517 |                |

### Gruppe: Hofanlage Essener Straße 5
Die Gruppe „Hofanlage Essener Straße 5“ hat die ID 34626677.

| Lage                                        | Bezeichnung              | Beschreibung | ID       | Bild           |
| ------------------------------------------- | ------------------------ | --- | -------- | -------------- |
| Essener Straße 5 52° 46′ 32″ N, 9° 0′ 14″ O | Wohn-/Wirtschaftsgebäude | Das in Gestalt eines Vierständer-Hallenhauses errichtete Backsteingebäude mit Zwerchhaus steht unter einem Satteldach. In dem Gebäude befand sich das Automuseum Asendorf. | 34424582 | Weitere Bilder |
| Essener Straße 5 52° 46′ 32″ N, 9° 0′ 16″ O | Stall                    | Der an das Wohn-/Wirtschaftsgebäude angebaute Stall aus Backstein mit Zwerchhaus und Ladeluke steht unter einem Satteldach.                                                | 34424603 | Weitere Bilder |

### Gruppe: Hofanlage Essener Straße 10
Die Gruppe „Hofanlage Essener Straße 10“ hat die ID 34626694.

| Lage                                         | Bezeichnung              | Beschreibung                                                                    | ID       | Bild           |
| -------------------------------------------- | ------------------------ | ------------------------------------------------------------------------------- | -------- | -------------- |
| Essener Straße 10 52° 46′ 29″ N, 9° 0′ 25″ O | Wohn-/Wirtschaftsgebäude | Massivbau mit Zwerchhaus von 1905; heute Begegnungsstätte                       | 34424625 | Weitere Bilder |
| Essener Straße 10 52° 46′ 29″ N, 9° 0′ 26″ O | Stall                    | Der Stallflügel ist an das Haupthaus angebaut und steht unter einem Satteldach. | 34424649 | Weitere Bilder |

### Gruppe: Hofanlage Hannoversche Straße 1
Die Gruppe „Hofanlage Hannoversche Straße 1“ hat die ID 334629484.

| Lage                                             | Bezeichnung              | Beschreibung | ID       | Bild           |
| ------------------------------------------------ | ------------------------ | --- | -------- | -------------- |
| Hannoversche Straße 1 52° 45′ 54″ N, 9° 0′ 42″ O | Remise                   | Das eingeschossige Fachwerkgebäude mit einer Querdurchfahrt wurde Mitte des 19. Jahrhunderts unter einem Satteldach errichtet.                                                                                | 34425420 | Weitere Bilder |
| Hannoversche Straße 1 52° 45′ 53″ N, 9° 0′ 43″ O | Wohn-/Wirtschaftsgebäude | Das einem Vierständer-Hallenhaus ähnliche Backsteingebäude wurde 1889 unter einem Satteldach errichtet. | 34424671 | Weitere Bilder |
| Hannoversche Straße 1 52° 45′ 53″ N, 9° 0′ 43″ O | Tor                      | Die Toranlage besteht aus Sandsteinpfeilern. | 34425399 | Weitere Bilder |
| Hannoversche Straße 1 52° 45′ 54″ N, 9° 0′ 44″ O | Stall                    | Der Stall unter einem Satteldach wurde als Backsteingebäude 1896 errichtet und 1912 (Südgiebel) umgebaut. | 34425351 | Weitere Bilder |
| Hannoversche Straße 1 52° 45′ 55″ N, 9° 0′ 43″ O | Scheune                  | Die Fachwerkscheune mit zwei Querdurchfahrten wurde Anfang des 19. Jahrhunderts unter einem Satteldach errichtet. Wegen der Veränderungen wurde die Scheune ab 1995 nicht mehr im Denkmalverzeichnis geführt. | 34425376 | Weitere Bilder |

### Einzelbaudenkmale
| Lage                                              | Bezeichnung              | Beschreibung | ID       | Bild           |
| ------------------------------------------------- | ------------------------ | --- | -------- | -------------- |
| St. Marcellus Straße 5 52° 46′ 18″ N, 9° 0′ 25″ O | Villa                    | Die Villa mit Garten und der Zufahrt wurde 1878 unter einem Zeltdach errichtet. Zwerchhäuser unter einem Satteldach.                         | 34424697 |                |
| St. Marcellus Straße 5 52° 46′ 18″ N, 9° 0′ 24″ O | Zufahrt                  | Die Zufahrt ist gepflastert. | 34425628 |                |
| Alte Heerstraße 5 52° 46′ 1″ N, 9° 0′ 35″ O       | Wohnhaus                 | Das eingeschossige Backsteingebäude mit einer verputzten Fassade wurde 1824 als Posthalterei unter einem Halbwalmdach errichtet.             | 53831006 | BW             |
| Alte Heerstraße 21 52° 46′ 5″ N, 9° 0′ 25″ O      | Wirtschaftsgebäude       | Das zweigeschossige Backsteingebäude wurde um 1890 als Lagergebäude für die Raiffeisen-Warengenossenschaft unter einem Satteldach errichtet. | 34424477 |                |
| Alte Heerstraße 22 52° 46′ 14″ N, 9° 0′ 23″ O     | Schule                   | Ehemalige Schule auf einem L-Grundriss mit einem Treppenhausrisalit von 1899.                                                                | 34424497 |                |
| Arbste 7 52° 46′ 57″ N, 8° 59′ 24″ O              | Wohn-/Wirtschaftsgebäude | Das Vierständer-Hallenhaus wurde 1896 als Backsteingebäude errichtet.                                                                        | 34425246 | Weitere Bilder |
| Arbste 7 52° 46′ 57″ N, 8° 59′ 25″ O              | Backhaus                 | Das eingeschossige Fachwerkgebäude wurde zu Beginn des 19. Jahrhunderts unter einem Satteldach errichtet.                                    | 34425272 | Weitere Bilder |
| Essener Straße 18 52° 46′ 24″ N, 9° 2′ 11″ O      | Göpelhaus                | Das Göpelhaus steht im Westen des Hofgrundstücks unter einem polygonalen Zeltdach.                                                           | 37003039 | BW             |
| Essener Straße 22 52° 46′ 33″ N, 9° 2′ 48″ O      | Speicher                 | Der Speicher steht unter einem Satteldach.                                                                                                   | 34424902 | BW             |

## Brebber

### Gruppe: Hofanlage Brebber 26
Die Gruppe „Hofanlage Brebber 26“ hat die ID 34626658.

| Lage                                   | Bezeichnung              | Beschreibung                                                                 | ID       | Bild |
| -------------------------------------- | ------------------------ | ---------------------------------------------------------------------------- | -------- | ---- |
| Ehrenbruch 3 52° 46′ 1″ N, 9° 2′ 36″ O | Wohn-/Wirtschaftsgebäude | 1819 wurde das Zweiständer-Hallenhaus unter einem Krüppelwalmdach errichtet. | 34424813 | BW   |
| Ehrenbruch 3 52° 46′ 0″ N, 9° 2′ 37″ O | Stall                    | Der Fachwerkstall wurde 1864 unter einem Krüppelwalmdach errichtet.          | 34424837 | BW   |
| Ehrenbruch 3 52° 46′ 1″ N, 9° 2′ 38″ O | Backhaus                 | Das eingeschossige Fachwerkgebäude wurde unter einem Satteldach errichtet.   | 34424861 | BW   |

### Einzelbaudenkmale
| Lage                                    | Bezeichnung              | Beschreibung                                                                     | ID       | Bild |
| --------------------------------------- | ------------------------ | -------------------------------------------------------------------------------- | -------- | ---- |
| Ehrenbruch 1 52° 46′ 0″ N, 9° 2′ 40″ O  | Wohn-/Wirtschaftsgebäude | Das Zweiständer-Hallenhaus wurde unter einem Krüppelwalmdach errichtet.          | 34424882 | BW   |
| Im Dorfe 52° 45′ 18″ N, 9° 2′ 38″ O     | Scheune                  | Die Feldscheune wurde als Fachwerkgebäude 1758 unter einem Walmdach errichtet.   | 34424742 | BW   |
| Im Dorfe 4 52° 45′ 12″ N, 9° 2′ 38″ O   | Speicher                 | 1744 wurde der eingeschossige Fachwerkspeicher unter einem Satteldach errichtet. | 34424790 | BW   |
| Brands Weg 1 52° 44′ 56″ N, 9° 1′ 48″ O | Backhaus                 | 1573 wurde das eingeschossige Fachwerkgebäude unter einem Satteldach errichtet.  | 34424765 | BW   |

## Essen

### Gruppe: Hofanlage Forthweg 7
Die Gruppe „Hofanlage Forthweg 7“ hat die ID 34629642.

| Lage                                  | Bezeichnung              | Beschreibung | ID       | Bild |
| ------------------------------------- | ------------------------ | --- | -------- | ---- |
| Forthweg 7 52° 46′ 27″ N, 9° 2′ 42″ O | Wohn-/Wirtschaftsgebäude | Das Zweiständer-Hallenhaus wurde 1801 auf einem Backsteinsockel und unter einem Krüppelwalmdach errichtet.                                         | 34424922 | BW   |
| Forthweg 7 52° 46′ 26″ N, 9° 2′ 44″ O | Backhaus                 | Das eingeschossige Fachwerkgebäude wurde 1731 auf einem Backsteinsockel unter einem Satteldach errichtet. Der Backofen ist mittlerweile verfallen. | 34425507 | BW   |

### Einzelbaudenkmal
| Lage                                       | Bezeichnung              | Beschreibung                                                                 | ID       | Bild |
| ------------------------------------------ | ------------------------ | ---------------------------------------------------------------------------- | -------- | ---- |
| Hoyaer Straße 4 52° 46′ 54″ N, 9° 2′ 21″ O | Wohn-/Wirtschaftsgebäude | Das Zweiständer-Hallenhaus wurde 1779 unter einem Krüppelwalmdach errichtet. | 34424948 | BW   |

## Graue

### Einzelbaudenkmale
| Lage                                             | Bezeichnung              | Beschreibung | ID       | Bild |
| ------------------------------------------------ | ------------------------ | --- | -------- | ---- |
| Hackenstraße 13 52° 44′ 22″ N, 9° 3′ 18″ O       | Wohn-/Wirtschaftsgebäude | Das Zweiständer-Hallenhaus wurde unter einem Krüppelwalmdach errichtet.                                                            | 34424971 |      |
| Schulstraße 1 52° 44′ 3″ N, 9° 2′ 3″ O           | Scheune                  | 1875 wurde die Fachwerkscheune mit zwei Querdurchfahrten unter einem reetgedeckten Satteldach, das 1978 erneuert wurde, errichtet. | 34425483 |      |
| Hannoversche Straße 41 52° 43′ 58″ N, 9° 2′ 9″ O | Backhaus                 | 1619 wurde das eingeschossige Fachwerkgebäude unter einem Satteldach errichtet.                                                    | 34424990 |      |

## Hohenmoor

### Gruppe: Hofanlage Hohenmoor 22 A
Die Gruppe „Hofanlage Hohenmoor 22 A“ besteht aus einer Hofanlage. Die Straßenbezeichnung hat sich mittlerweile geändert. Die Gruppe hat die ID 34626711.

| Lage                                     | Bezeichnung              | Beschreibung                                                                 | ID       | Bild |
| ---------------------------------------- | ------------------------ | ---------------------------------------------------------------------------- | -------- | ---- |
| Eschenhorst 4 52° 45′ 20″ N, 8° 57′ 6″ O | Wohn-/Wirtschaftsgebäude | 1736 wurde das Zweiständer-Hallenhaus unter einem Krüppelwalmdach errichtet. | 34425078 | BW   |
| Eschenhorst 4 52° 45′ 21″ N, 8° 57′ 7″ O | Stall                    | Der Stallflügel aus Fachwerk wurde unter einem Satteldach errichtet.         | 34425102 | BW   |

### Einzelbaudenkmale
| Lage                                             | Bezeichnung              | Beschreibung | ID       | Bild |
| ------------------------------------------------ | ------------------------ | --- | -------- | ---- |
| Auf der Eschenhorst 2 52° 45′ 5″ N, 8° 56′ 48″ O | Backhaus                 | Das eingeschossige Fachwerkgebäude wurde um 1700 errichtet. Das Backofengewölbe ist erhalten.                              | 34425606 | BW   |
| Auf der Eschenhorst 2 52° 45′ 8″ N, 8° 56′ 44″ O | Stall                    | Der Fachwerkstall für Schafe wurde im 17. Jahrhundert auf einem Backsteinsockel und unter einem Krüppelwalmdach errichtet. | 34425584 | BW   |
| Bremer Straße 7 52° 44′ 57″ N, 8° 54′ 27″ O      | Wohn-/Wirtschaftsgebäude | Das Zweiständer-Hallenhaus steht unter einem Krüppelwalmdach.                                                              | 34425013 | BW   |
| Auf der Hollen 4 52° 45′ 15″ N, 8° 56′ 7″ O      | Stall                    | Der Fachwerkstall für Schafe mit Längseinfahrt wurde 1758 unter einem Krüppelwalmdach errichtet.                           | 34425055 | BW   |

## Kuhlenkamp

### Einzelbaudenkmale
| Lage                                         | Bezeichnung | Beschreibung | ID       | Bild |
| -------------------------------------------- | ----------- | --- | -------- | ---- |
| Kuhlenkamp 9 52° 44′ 55″ N, 8° 58′ 24″ O     | Speicher    | Der zweigeschossige Fachwerkspeicher wurde 1693 unter einem Satteldach errichtet.                                | 34425170 |      |
| Vor den Bahlen 4 52° 44′ 47″ N, 8° 58′ 27″ O | Speicher    | Der zweigeschossige Fachwerkspeicher wurde 1707 unter einem Satteldach errichtet. Die Giebel kragen jeweils vor. | 34425147 |      |

## Uepsen

### Gruppe: Hofanlage Uepsen 38
Die Gruppe „Hofanlage Uepsen 38“ hat die ID 34626752.

| Lage                                         | Bezeichnung              | Beschreibung | ID       | Bild           |
| -------------------------------------------- | ------------------------ | --- | -------- | -------------- |
| Uepser Straße 38 52° 44′ 9″ N, 8° 58′ 19″ O  | Wohn-/Wirtschaftsgebäude | Das hallenhausähnliche Backsteingebäude wurde 1892 unter einem Krüppelwalmdach errichtet.                                             | 34425217 | Weitere Bilder |
| Uepser Straße 38 52° 44′ 9″ N, 8° 58′ 18″ O  | Scheune                  | Die verbretterte Scheune mit zwei Quer- und einer Längsdurchfahrt wurde Anfang des 20. Jahrhunderts unter einem Satteldach errichtet. | 34425461 | Weitere Bilder |
| Uepser Straße 38 52° 44′ 9″ N, 8° 58′ 19″ O  | Zufahrt                  | Die historische Hofpflasterung aus Feldsteinen ist erhalten.                                                                          | 37162402 | Weitere Bilder |
| Uepser Straße 38 52° 44′ 9″ N, 8° 58′ 19″ O  | Stall                    | Der Stall wurde als Backsteingebäude mit Ladeluke Ende des 19. Jahrhunderts unter einem Satteldach errichtet.                         | 34425326 | Weitere Bilder |
| Uepser Straße 38 52° 44′ 10″ N, 8° 58′ 19″ O | Göpelhaus                | Das achteckige Fachwerkgebäude steht unter einem polygonalen Zeltdach. Die Göpelanlage ist entfernt.                                  | 34425193 | Weitere Bilder |
| Uepser Straße 38 52° 44′ 10″ N, 8° 58′ 18″ O | Backhaus                 | Das eingeschossige Fachwerkgebäude mit Ofen an der Seite wurde 1892 unter einem Satteldach errichtet.                                 | 34425299 | Weitere Bilder |